# Список вулиць Донецька (Е)
| Назва      | тип  | Колишні назви | Район(и)  | Місцевість | Джерела |
| ---------- | ---- | ------------- | --------- | ---------- | ------- |
| Економічна | вул. |               | Київський | Вєтка      |         |